# シンシア・アダイ＝ロビンソン
シンシア・アダイ＝ロビンソン（Cynthia Addai-Robinson、1985年1月12日 - ）は、アメリカ合衆国の女優。イギリス・ロンドン生まれ。

## 出演作品
- ARROW/アロー シーズン2
- スパルタカスIII　ザ・ファイナル（ナエウィア）
- ヴァンパイア・ダイアリーズ シーズン4
- スパルタカスII（ナエウィア）
- NCIS:LA 〜極秘潜入捜査班 シーズン3
- コロンビアーナ
- フラッシュフォワード
- CSI:ニューヨーク5
- ザ・シューター
- ザ・コンサルタント
- POWER/パワー Power (2019)
- ロード・オブ・ザ・リング:力の指輪 The Lord of the Rings: The Rings of Power (2022)